# Купена
Купе́на, или синдрик, или соломонова печать (лат. Polygonátum) — род растений семейства Спаржевые (Asparagaceae).

## Ботаническое описание

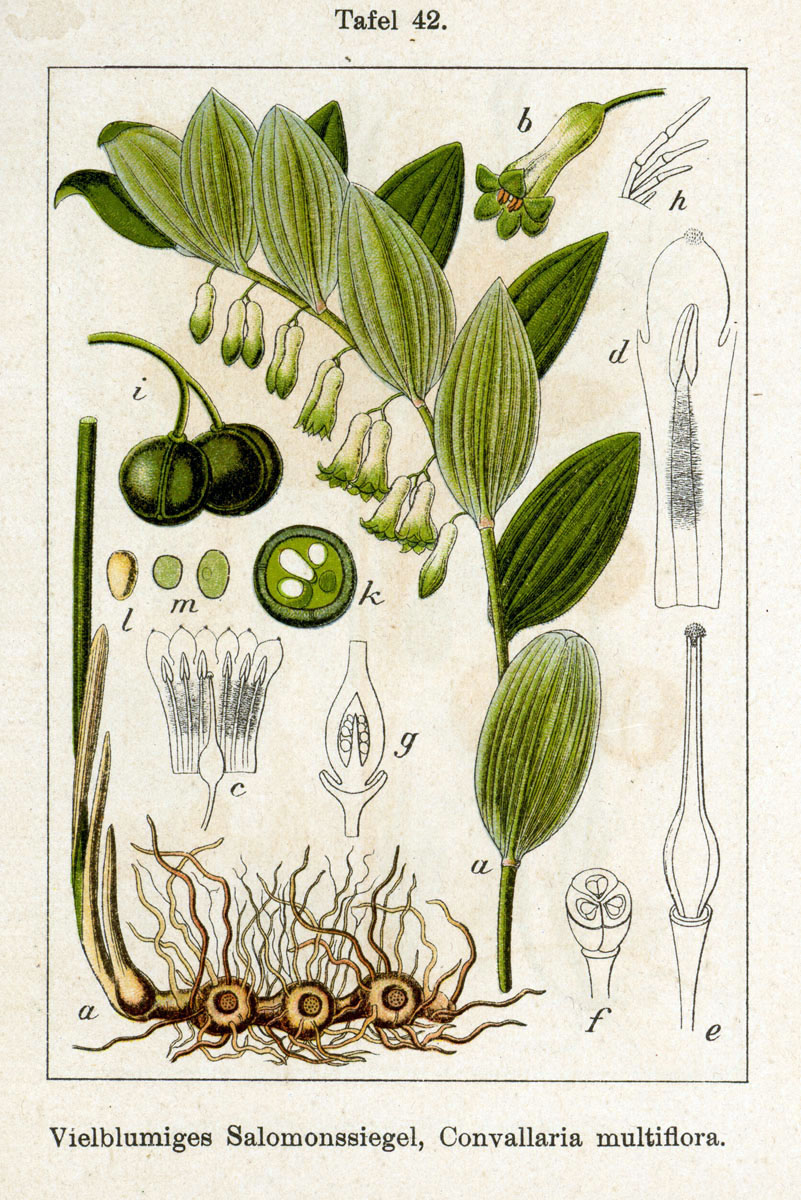
Купена многоцветковая.

Корневище толстое, горизонтальное, с округлыми следами отмерших стеблей («печатями»).
Листья очерёдные или в мутовках по 3—9, яйцевидные или эллиптические.
Цветки обоеполые, собраны по 1—4 в пазухах листьев. Околоцветники зеленовато-белого, редко розового цвета, с шестью зубцами. Тычинок шесть, прикреплённых к околоцветнику. Столбики пестиков длинные, нитевидные, рыльце трёхлопастное. Цветки опыляются главным образом шмелями, возможно самоопыление.
Плод — ягода с 1—9 семенами.

## Распространение и среда обитания
Купены распространены в умеренном и субтропическом поясах Северного полушария.
В России встречаются в европейской части, на Дальнем Востоке и Кавказе.
Растут по лесам, зарослям кустарников, лугам и склонам.

## Значение и применение
Многие виды купены разводят как декоративные.
Молодые побеги и богатые крахмалом корневища съедобны.

## Классификация

### Таксономия
|  |                  |  |                   |                                      |                       |  | ещё 44 порядка цветковых растений (согласно Системе APG II) | ещё 44 порядка цветковых растений (согласно Системе APG II)                           |                                                                                       |  |                |  | ещё 28 родов, в том числе Иглица, Майник и Ландыш | ещё 28 родов, в том числе Иглица, Майник и Ландыш |  |
|  |                  |  |                   |                                      |                       |  | ещё 44 порядка цветковых растений (согласно Системе APG II) | ещё 44 порядка цветковых растений (согласно Системе APG II)                           |                                                                                       |  |                |  | ещё 28 родов, в том числе Иглица, Майник и Ландыш | ещё 28 родов, в том числе Иглица, Майник и Ландыш |  |
|  |                  |  |                   | отдел Цветковые, или Покрытосеменные |                       |  |                                                             |                                                                                       | семейство Иглицевые                                                                   |  |                |  |                                                   |                                                   |  |
|  |                  |  |                   | отдел Цветковые, или Покрытосеменные |                       |  |                                                             |                                                                                       | семейство Иглицевые                                                                   |  | около 70 видов |  |                                                   |                                                   |  |
|  | царство Растения |  |                   |                                      | порядок Спаржецветные |  |                                                             |                                                                                       | род Купена (Polygonatum)                                                              |  |                |  |                                                   |                                                   |  |
|  | царство Растения |  |                   |                                      |                       |  |                                                             |                                                                                       |                                                                                       |  |                |  |                                                   |                                                   |  |
|  |                  |  | ещё 13—16 отделов | ещё 13—16 отделов                    |                       |  |                                                             | ещё 24 семейства, в том числе Луковые, Орхидные и Спаржевые (согласно Системе APG II) | ещё 24 семейства, в том числе Луковые, Орхидные и Спаржевые (согласно Системе APG II) |  |                |  |                                                   |                                                   |  |
|  |                  |  |                   | ещё 13—16 отделов                    |                       |  |                                                             |                                                                                       | ещё 24 семейства, в том числе Луковые, Орхидные и Спаржевые (согласно Системе APG II) |  |                |  |                                                   |                                                   |  |

### Список видов
По данным EOL, в род входят следующие виды:
- Polygonatum acuminatifolium Kom. — Купена остролистная
- Polygonatum adnatum S.Yun Liang
- Polygonatum altelobatum Hayata
- Polygonatum alternicirrhosum Hand.-Mazz.
- Polygonatum arisanense Hayata
- Polygonatum biflorum (Walter) Elliott — Купена двухцветковая
- Polygonatum brevistylum Baker
- Polygonatum buschianum Tzvelev
- Polygonatum cathcartii Baker
- Polygonatum chingshuishanianum S.S.Ying
- Polygonatum cirrhifolium (Wall.) Royle
- Polygonatum cryptanthum H.Lév. & Vaniot
- Polygonatum curvistylum Hua
- Polygonatum cyrtonema Hua
- Polygonatum desoulavyi Kom. — Купена Десулави
- Polygonatum domonense Satake
- Polygonatum falcatum A.Gray — Купена серповидная
- Polygonatum filipes Merr. ex C.Jeffrey & McEwan
- Polygonatum franchetii Hua
- Polygonatum geminiflorum Decne.
- Polygonatum glaberrimum K.Koch — Купена гладкая, или Купена голая
- Polygonatum gracile P.Y. Li
- Polygonatum graminifolium Hook. — Купена злаколистная
- Polygonatum grandicaule Y.S.Kim, B.U.Oh & C.G.Jang
- Polygonatum griffithii Baker
- Polygonatum hirtellum Hand.-Mazz.
- Polygonatum hirtum (Bosc ex Poir.) Pursh
- Polygonatum hookeri Baker — Купена Хукера
- Polygonatum humile Fisch. ex Maxim. — Купена приземистая, или Купена низкая
- Polygonatum hybridum Brügger
- Polygonatum inflatum Kom. — Купена вздутая
- Polygonatum infundiflorum Y.S.Kim, B.U.Oh & C.G.Jang
- Polygonatum involucratum (Franch. & Sav.) Maxim. — Купена обёртковая
- Polygonatum jinzhaiense D.C.Zhang & J.Z.Shao
- Polygonatum kingianum Collett & Hemsl.
- Polygonatum kiotense N.Yonez.
- Polygonatum lasianthum Maxim. — Купена косматоцветковая
- Polygonatum leiboense S.C.Chen & D.Q.Liu
- Polygonatum longipedunculatum S.Yun Liang
- Polygonatum longistylum Y.Wan ex C.Z.Gao
- Polygonatum macranthum (Maxim.) Koidz.
- Polygonatum macropodum Turcz.
- Polygonatum megaphyllum P.Y.Li
- Polygonatum mischtschenkoanum Greuter
- Polygonatum miserum Satake
- Polygonatum multiflorum (L.) All. — Купена многоцветковая
- Polygonatum nervulosum Baker
- Polygonatum nodosum Hua
- Polygonatum obtusifolium Miscz. ex Grossh. — Купена туполистная
- Polygonatum odoratum (Mill.) Druce — Купена аптечная, или Купена душистая
- Polygonatum omeiense Z.Y.Zhu
- Polygonatum oppositifolium (Wall.) Royle — Купена супротивнолистная
- Polygonatum orientale Desf.
- Polygonatum prattii Baker
- Polygonatum pubescens (Willd.) Pursh
- Polygonatum punctatum Royle ex Kunth
- Polygonatum robustum (Korsh.) Nakai
- Polygonatum roseum (Ledeb.) Kunth — Купена розовая
- Polygonatum sewerzowii Regel — Купена Северцова
- Polygonatum sibiricum F.Delaroche — Купена сибирская
- Polygonatum singalilense H.Hara
- Polygonatum sparsifolium F.T.Wang & Tang
- Polygonatum stenanthum Nakai
- Polygonatum stenophyllum Maxim. — Купена узколистная
- Polygonatum stewartianum Diels
- Polygonatum tamaense H.Hara
- Polygonatum tessellatum F.T.Wang & Tang
- Polygonatum trichosanthum Koidz.
- Polygonatum verticillatum (L.) All. — Купена мутовчатая
- Polygonatum vietnamicum L.I.Abramova
- Polygonatum wardii F.T.Wang & Tang
- Polygonatum zanlanscianense Pamp.
- Polygonatum zhejiangensis X.J.Xue & H.Yao

### Синонимы
Список гетеротипных синонимов создан на основе базы данных Королевских ботанических садов Кью.
В алфавитном порядке латинских названий:
- Axillaria Raf. (1818)
- Campydorum Salisb. (1866)
- Codomale Raf. (1840)
- Evallaria Neck. (1790)
- Periballanthus Franch. & Sav. (1878)
- Salomonia Heist. ex Fabr. (1759)
- Sigillum Montandon (1868)
- Siphyalis Raf. (1838)
- Troxilanthes Raf. (1840)

## Название
Н. И. Анненков в Ботаническом словаре (1878) в статье о купене приводит следующие простонародные и книжные названия, употреблявшиеся в разных местностях России с указанием лиц, зафиксировавших эти названия в печати или письменно, а также названия на немецком, французском и английском языках:
C o n v a l l a r i a  P o l y g o n a t um  L. (Polygonatum officinale All.) имѣютъ весьма много общихъ названій, которыя впрочемъ всего чаще слѣдуютъ быть отнесены къ Convallaria Polygonatum, какъ къ виду наиболѣе распространенному. Общія названія для обоихъ видовъ: Фарм. Sigillum Salomonis. Волчьи глазки (Симб.) Волчья трава (Курск. Вят.) Волчьи яблоки (Сарат.) Волчьи ягоды (Курск.) Волчій ягодникъ (Курск) Воронецъ (Приаргунск. кр. Каш.) Вороньи глаза (Ниж.) Вороновы глазки (Тамб. Кал.) Вороновы или вороньи ягоды (Влад. Сарат.) Сорочьи глаза (Перм. Клеп.) С о р о ч ь и  я г о д ы (Уфимск. Алтай). Гладышъ (Курск.) Журавленникъ (Тавр.) Журавлиные стручки (Полт.) К у п é н а (въ бол. ч. Росс.) и изм. К у п ъ,  К у п ъ-з і л л э (Малор.) Купина (Калуж. Екат. Полт. Херс.) Купень (Волог. Вор. Орл.) Купёни (Ниж. Вор.) Купека (Малор.) Купено. К у п é н а-Л у п é н а (Экон. Маг.) Лупе́на (Вор. Курск.) Чемерица (Курск.) Чемерица лѣсная (Полт.) и пер. Соломонова печать, печатки. — Арм. Синдрикъ, Синдрикъ-Цагыкъ. — Груз. Имер. Тур. Свинтри, Цвинтри. Отдѣльныя названія для Convallaria multiflora L. Кокушечьи слезы (Ниж.) Чортово ребро (Волын.) С к у п і я (измѣн. Купъ); корень же — Р а к о в ы я  ш е й к и (Малор. Волков.) — Пол. Liczydło, Loczydło, Licznokwiat. — Чешск. Kokorňák. — Сербск. Сарацика (Панч.) — Луз. Kruwace Zelo, Smika, Šmika. — Финн. Maariankielo. — Тунг. Ibegakta. — Нѣм. Die falsche Weisswurtz, Vielblüthige Mayblume. — Франц. Grand Sceau de Salomon. — Англ. Many flowered Lily of the Valley и отдѣльно для Convallaria Polygonatum L. Желтая Адамова голова (Шенк.) Городоцвѣтная трава (Кал.) Грыжникъ (Тамб.) Золотникъ (Тул.) Зубрій (Подол.) Заячья капуста (Кал.) Бабья коровка (Бѣлор. Сл. Нос.) Кокоричка (Кондр.) Петровъ крестъ (Влад.) Кровавникъ (Лепех.) Кровавница (Даль). Лѣсовые кули (Кіев.) Купина малая. Г л у х о й  л а н д ы ш ъ (Кал.) Н а т я г а ч ь (Умань). О д х á с н и к ъ (Малор. Волк.) Пѣна-Лупèна *). Прыгунъ (Приарг. кр.) Пупникъ (Тамб.) Пѣвники дубняковые (Кіев.) Пѣтушки (Умань). Пятилистка-Купена (Каз.) Зозулины ручники (Гродн.) Пречистыя слезки (Черн.) Сердечникъ (Полт.) Тирличь (Умань). Шинникъ (УФИМ.) — Пол. Kokoryczka, Babikrowka, krówka. — Чешск. Kokorňák, Kokorňák menši. Slob. — Kokořik, Lanuška. — Сербск. Pečatnik. — Луз. Kokorička, Swjateje Márcyne Koruški.— Тат. Ахъ-тебенъ (Тавр.) — Чуваш. Сюронъ-Пуфи-уды (Каз.) — Корел. Кангасъ-лехтъ (Олон.) — Вотяки. Кузякъ-янъ. — Финн. Harakallion-heina. Mäkikielo. — Латыш. Melmenu-sahle, muggura kaali. — Эcm. Peetrid, luu jooksia rohi. — Нѣм. Weisswurtz Männlein (y Tabern. sub Polygonatum latifolium), Weisswurtz Weiblein (y Tabern. sub Polygonat. angustifolium). Die Gelenkwurzel, die Himmelsleiter, der Jageteufel, das Mariensiegel, die grosse Maiblume, das Salomons Siegel, der Stern des Herrn, die Waldhyacinthe, die ächte Weisswurtz, Zauken, Schminkwurz.— Франц. Le Grand Muguet, Genouillet, le Sceau de Salomon. — Англ. The Solomon's Seal, Ladder to heaven, Lady's Seal, Lady's Signet, Seal-wort, White-root, White-wort. Корни (Radix Sigilli Salomonis) употр. прежде въ медицинѣ да и теперь въ Россіи употр. отъ ломоты, ревматизма и укушенія бѣшеной собаки. Листья, ягоды и корни вызываютъ рвоту. Въ народн. медиц. употр. для купанья послѣ родовъ, отъ порѣзовъ и отъ ранъ — прикладываютъ листья, отъ грыжи у младенцевъ отваръ изъ корня, отъ «порухи», почечуя, отъ зубной боли, на кровеочистительный декоктъ, отъ боли поясницы и спины, отъ сибирской язвы, отъ водяной, отъ желчной болѣзни, отъ разслабленія. Настоемъ на водѣ умываются отъ загара. Свѣжія ягоды употребл. вмѣсто румянъ и для произведенія рвоты. Сухимъ корнемъ тоже натираютъ лицо для произведенія румянца. 

*) Названіе Пѣна-Лупèна находится въ связи съ повѣрьемъ, что если растеніе имѣетъ четное число листьевъ, то это Лупена и тогда, если имъ вымоешься, кожу облупитъ съ лица; если же нечетное, то это «Пѣна» и вычиститъ лицо. Пот.